# ورزشگاه گویانگ
ورزشگاه گویانگ (به کره‌ای:고양종합운동장) یک ورزشگاه چند منظوره در شهر گویانگ، کره جنوبی است. این ورزشگاه گنجایش ۴۱٬۳۱۱ هزار نفر (۴۰٬۴۰۸ معمولی ; ۴۳۰ جایگاه ویژه ; ۳۷۹ برای رسانه ها) دارد و میزبان بازی های خانگی باشگاه اف‌سی کوکمین بانک در رقابت های لیگ ملی کره جنوبی است و به عنوان یکی از ورزشگاه اصلی جام جهانی زیر ۱۷ سال ۲۰۰۷ کره جنوبی بود.

## تصاویر

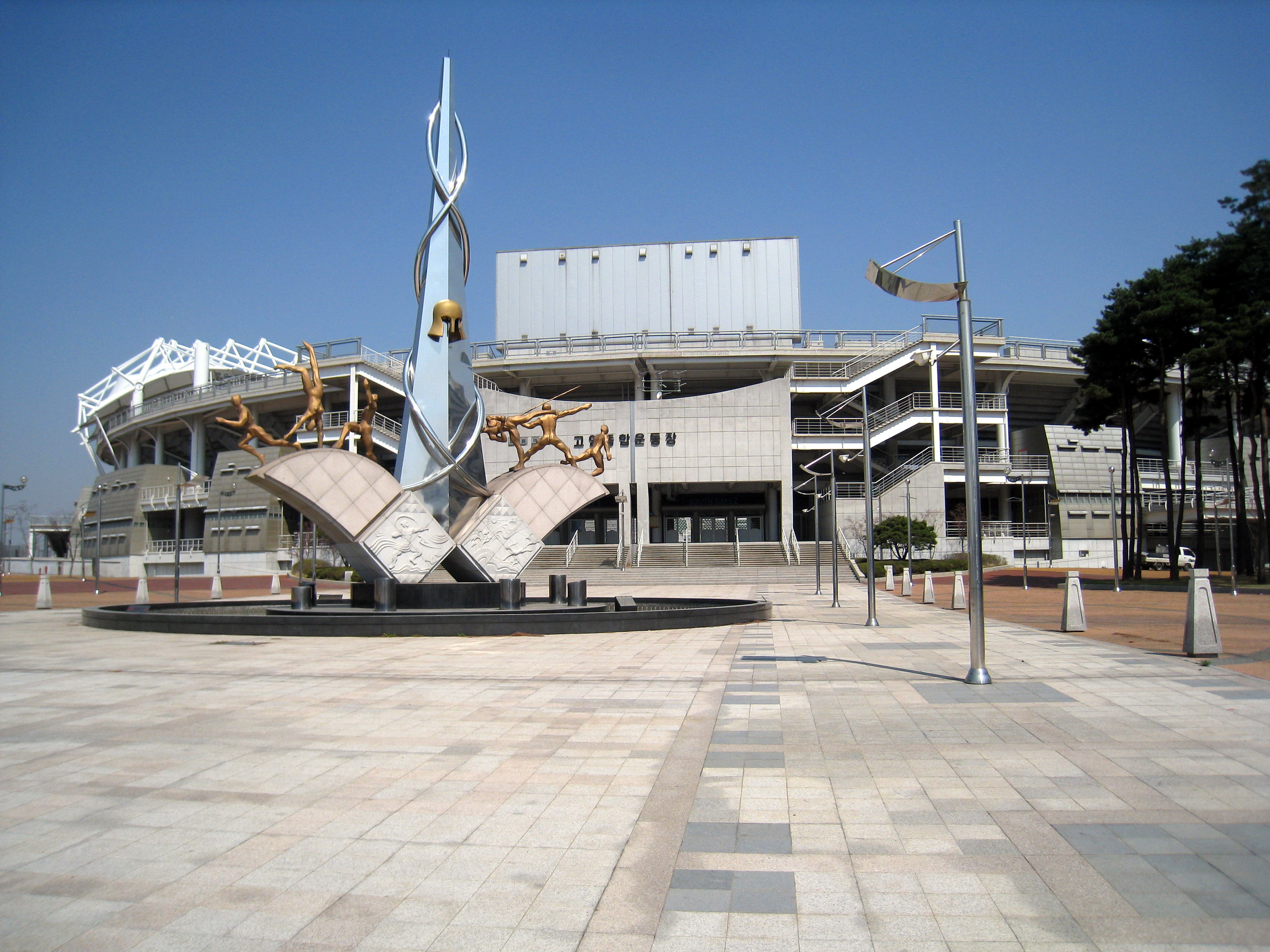
قسمت بیرونی ورزشگاه